# Corrhenes glauerti
Corrhenes glauerti là một loài bọ cánh cứng trong họ Cerambycidae.